# Khalilabad, Iran
Khalilabad (în persană خلیل‌آباد; sau romanizat Khalīlābād) este un oraș și o capitală a comitatului Khalilabad, în provincia Razavi Khorasan, Iran. La recensământul din 2006, populația sa era de 8.409 locuitori, în 2.324 de familii.
Frumosul spa din Khalilabad este numit local "Germou", ceea ce înseamnă apă caldă. Mulți turiști din alte părți ale provinciei îl vizitează în timpul verii. Există două școli de limbi străine în oraș. Există un parc junglă în Khalilabad, care este de 3 kilometri lungime, folosit de aproape toți cei care doresc să aibă un weekend frumos afară.

## Galerie

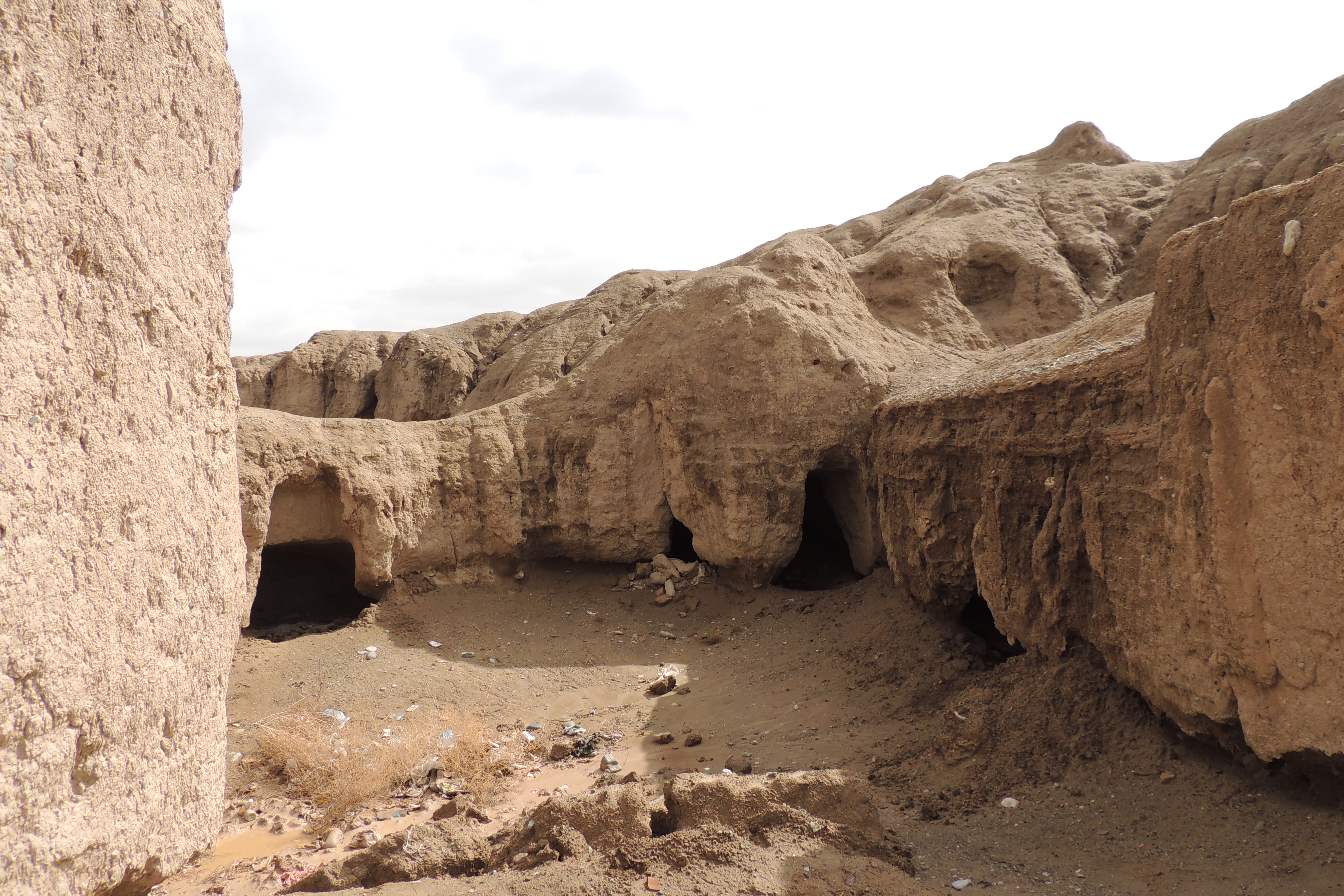
Castelul Kondor
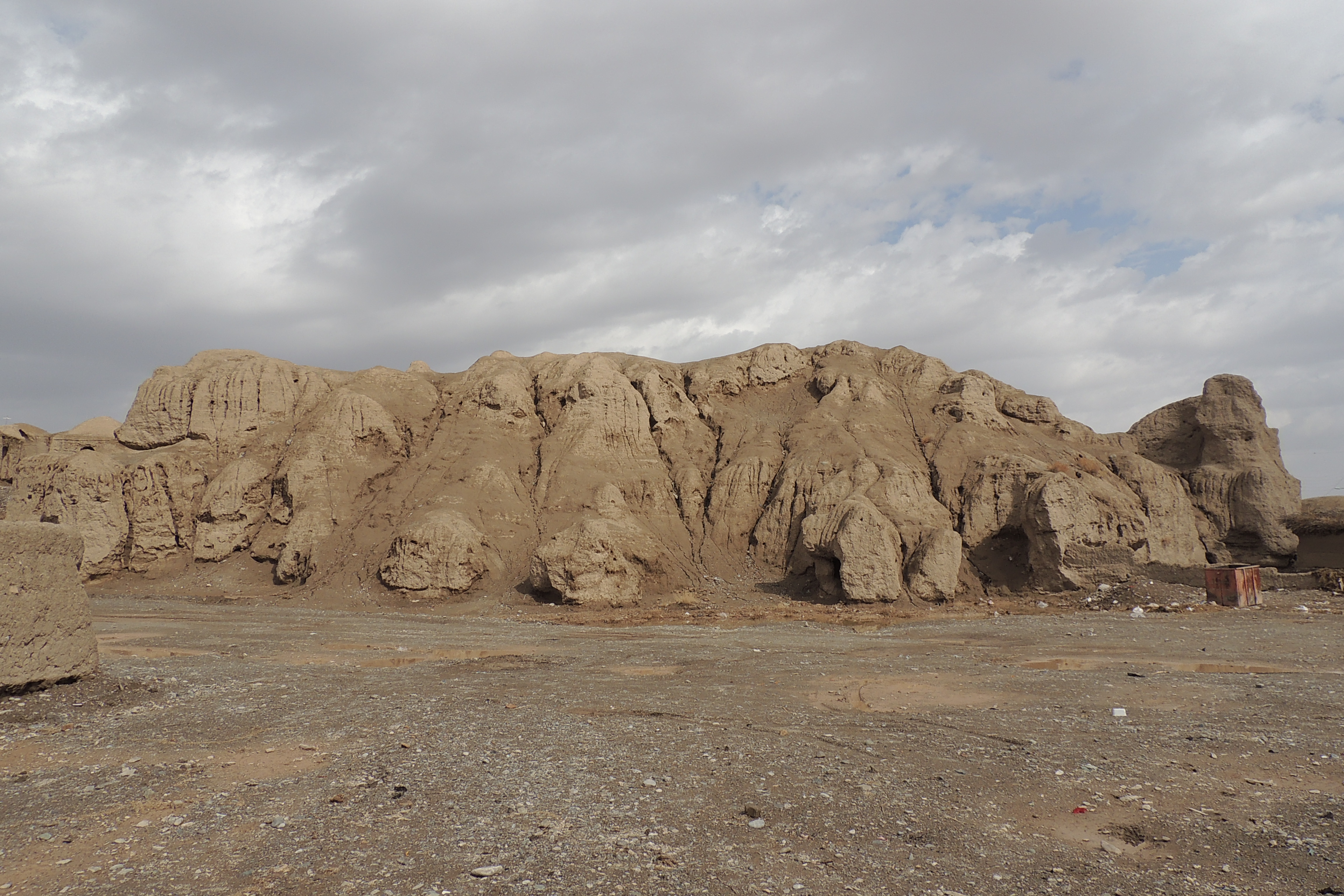
Castelul Kondor
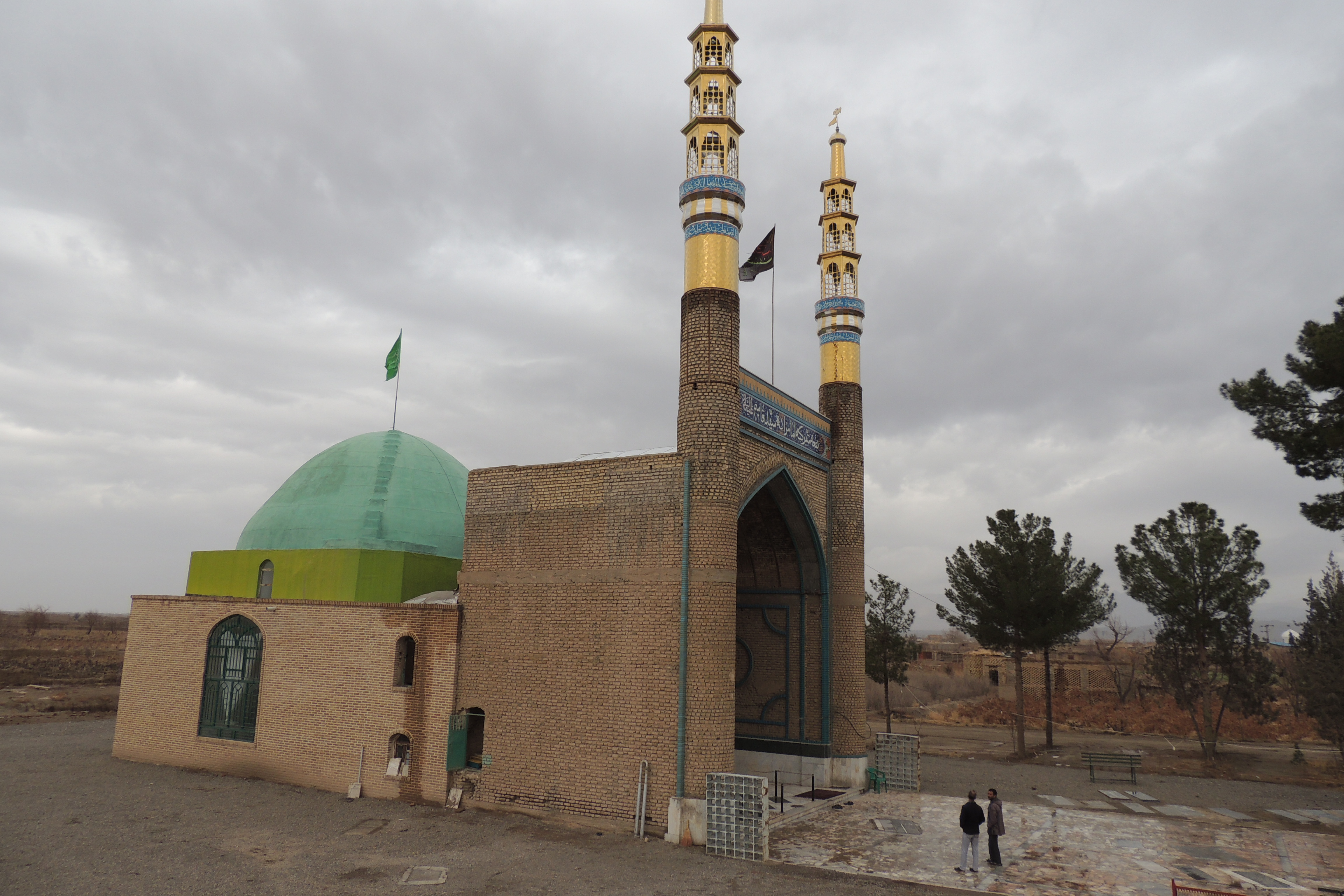
Imamzadeh Qasem
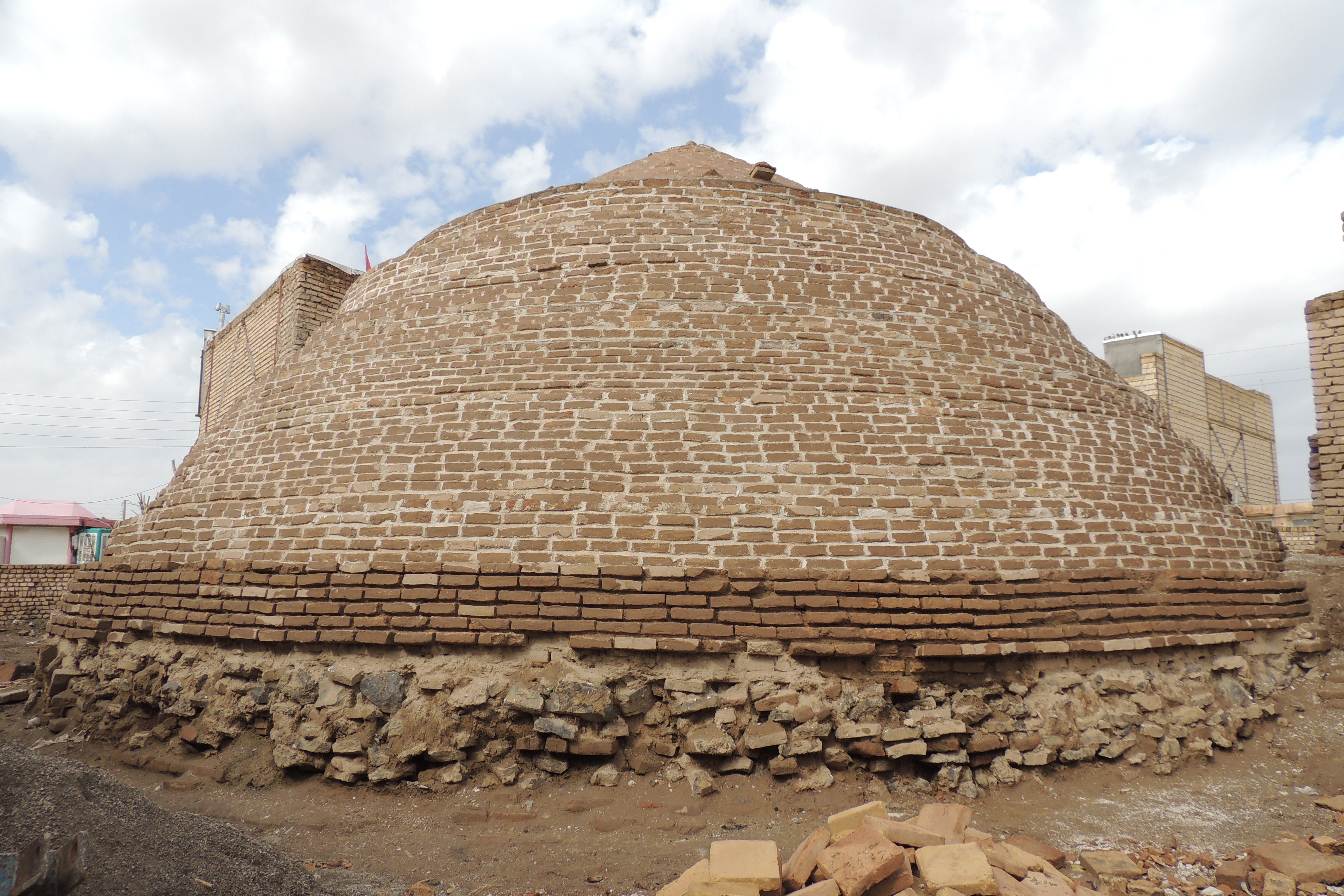
Ab anbar Kondor 2